# Opération Veritable
Seconde Guerre mondiale
Batailles
Campagne d'Allemagne de 1945
- Blackcock
- Veritable
- Blockbuster
- Grenade
- Lumberjack
  - Remagen
- Undertone
- Traversée du Rhin
- Varsity
- Poche de la Ruhr
- Francfort
- Wurtzbourg
- Cassel
- Heilbronn
- Friesoythe
- Nuremberg
- Hambourg
- Amherst
- Archway
- Château d'Itter

Front d’Europe de l’Ouest
Front d’Europe de l’Est
Campagnes d'Afrique, du Moyen-Orient et de Méditerranée
Bataille de l’Atlantique
Guerre du Pacifique
Guerre sino-japonaise
L'opération Veritable est une opération de la Seconde Guerre mondiale sur le front européen occidental. Elle constitue la partie nord du mouvement de prise en tenaille de l'armée allemande réalisé par le 21e groupe d'armée dirigé par le field marshal Bernard Montgomery pour libérer la région comprise entre le Rhin et la Roer. Cette opération se déroula du 8 février au 11 mars 1945.

## Contexte
Le général Dwight Eisenhower, commandant des forces alliées, avait décidé que la meilleure route pour envahir l'Allemagne était de passer par la région relativement plate du Nord de l'Europe. Ceci nécessitait aux forces alliées de contrôler les deux rives du Rhin sur toute sa longueur.
Cependant la préparation pour cette opération dut être retardée pour contrer l'attaque des armées allemandes lancée au travers des Ardennes belges en décembre (bataille des Ardennes).

## Ordre de bataille
Lors de ces opérations la 21e groupe d'armée était constitué de :
- la 2e armée britannique (lieutenant général Miles Dempsey) tiendrait le flanc nord ;
- la 1re armée canadienne (général Harry Crerar), renforcée, avancerait à travers la forêt du Reichswald (en) ;
- la 9e armée américaine (lieutenant général William Simpson), exécuterait l'opération Grenade, le mouvement sud de la prise en tenaille.

## Terrain
Le Reichswald est une zone boisée proche de la frontière germano-néerlandaise, entre le Rhin et la Meuse, à l'est de Nimègue. Au moment de l'opération, le terrain était boueux et difficilement praticable pour les véhicules à roues ou tractés.

## Bataille
L'opération Veritable commença le 8 février 1945 et le jour suivant les Allemands détruisirent le plus gros barrage sur la Roer, inondant toute la vallée. Un jour plus tard, ils inondèrent un peu plus la vallée en détruisant les barrages en amont de la Roer et de l'Urft. La rivière s'éleva de 60 centimètres en une heure et la vallée en aval de la Meuse resta inondée durant environ deux semaines.
La seconde armée britannique et la première armée canadienne purent continuer à progresser malgré d'âpres combats le long d'une étroite bande de terre entre la Meuse et la Waal, à l'est de Nimègue, mais la neuvième armée américaine dut attendre trois semaines que les eaux se soient retirées. L'avance de l'armée canadienne constitua la bataille de Reichswald, autre nom de l'opération.
Pendant les deux semaines d'inondation, Hitler refusa d'autoriser le maréchal Gerd von Rundstedt à se retirer derrière le Rhin, arguant que cela ne ferait que retarder une bataille inévitable. Il ordonna à Rundstedt de combattre là où son armée se trouvait.
Pendant ce temps l'eau s'évacua et la neuvième armée put traverser la Roer le 23 février ; d'autres forces alliées étaient aussi proches de la rive ouest du Rhin. Les divisions de Rundstedt qui étaient restées sur ce côté de la rive furent mises en pièces en Rhénanie et 290 000 hommes furent faits prisonniers.
Après la bataille, la 34e brigade blindée (en) conduisit une étude sur son implication dans la phase de la bataille de la forêt pour mettre en lumière les expériences des unités blindées et en tirer les leçons.